# Hugo Kennis
Hugo Kennis (Eindhoven, 17 april 1986) is een Nederlands kok en acteur.

## Biografie
Hugo Kennis volgde een opleiding tot kok en horecamanager aan De Rooi Pannen in Eindhoven en Tilburg. Ook studeerde hij  Musicaltheater aan de Fontys Hogeschool voor de Kunsten in Tilburg.
Op de culinaire zender 24Kitchen presenteerde hij het kinderkookprogramma Smaakpupillen. Ook was hij een van de koks in de programma's 24Kitchen Food Truck Challenge, Grenzeloos Koken en De Makkelijke Maaltijd. Samen met de broers Jasper en Marius Gottlieb vormde hij het kooktrio De Worsten van Babel. In 2010 was hij understudy in de muziektheaterproductie Je Anne van Mark Vijn Theaterproducties. In 2011 speelde hij een rol in de theatershow van SpangaS, SpangaS Live!. In 2017 was Kennis kort te zien in Goede tijden, slechte tijden als de Italiaanse kok Antonio. In 2018 deed Kennis mee aan Een goed stel hersens.
In 2019 was Kennis een van de deelnemers van het twintigste seizoen van het RTL 4-programma Expeditie Robinson. Hij bereikte de finale en kwam als winnaar uit de strijd. In het voorjaar van 2022 was Kennis na drie jaar te zien in het speciale seizoen Expeditie Robinson: All Stars waarin oud (halve)finalisten de strijd met elkaar gaan om de ultieme Robinson te worden. Hij viel ditmaal als vijfde af en eindigde op de twaalfde plaats.
In 2018 werd hij de vaste kok in het RTL 4 middagprogramma 5 Uur Live. Daarna werd hij de vaste kok in het dagelijkse RTL-programma Eigen Huis & Tuin: Lekker Leven.
In 2022 nam Kennis deel aan De Verraders Halloween eerst als getrouwe én later als verrader op Videoland. In datzelfde jaar was Kennis te zien in het televisieprogramma Waku Waku en deed hij samen met Thomas Cammaert mee aan de kerstspecial van LEGO Masters. Hij was ook jurylid van De Staatsloterij Beste Oliebollenbakker van Nederland (SBS6). 
In 2023 deed Kennis samen met Eva Cleven mee aan het televisieprogramma Race Across the World, dit programma wisten ze te winnen. In datzelfde jaar deed Kennis ook mee als drag in het televisieprogramma Make Up Your Mind. 
In 2024 deed hij samen met Cleven mee aan het televisieprogramma Voor het blok. In datzelfde jaar deed Kennis ook mee aan het televisieprogramma Say Whut!?. Daarnaast deed hij in 2024 mee aan het televisieprogramma The Connection.